# نيكلاس كرون
نيكلاس كرون مواليد 5 فبراير 1966 في كارلستاد، السويد، هو لاعب كرة مضرب سويدي سابق بدأ مسيرته كمحترف سنة 1986 وكان يلعب باليد اليمنى، اعتزل اللعب في 1996. أعلى تصنيف له في الفردي كان المركز الـ 46 في سنة 1989. أعلى تصنيف له في الزوجي كان المركز الـ 94 في سنة 1989.

## النهائيات
| الرقم | التاريخ | الدورة            | الأرضية | المنافس في النهائي | النتيجة في النهائي |
| ----- | ------- | ----------------- | ------- | ------------------ | ------------------ |
| 1.    | 1989    | بريسبان, أستراليا | صلبة    | مارك وودفورد       | 4–6, 6–2, 6–4      |

## روابط خارجية
- نيكلاس كرون على موقع رابطة محترفي التنس (الإنجليزية)
- نيكلاس كرون على موقع الاتحاد الدولي لكرة المضرب (الإنجليزية)
- نيكلاس كرون على موقع خلاصة التنس.كوم (الإنجليزية)